# Absoluto (filosofía)

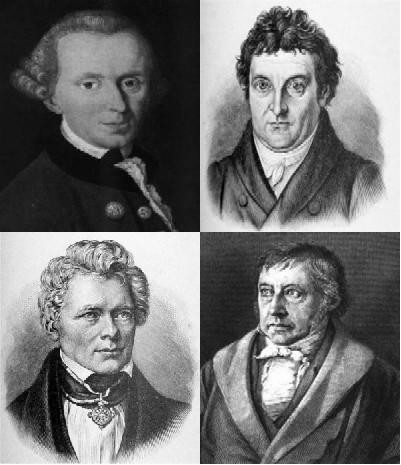
Retratos de los cuatro principales idealistas alemanes: Kant, Fichte, Schelling y Hegel

Lo Absoluto es, en filosofía, un concepto que define a una realidad completa, autosuficiente e independiente de lo demás. La etimología de la palabra añade Ab que significa separación y el verbo latino solvo que significa soltar/desvincular. Cualquier realidad, en tanto que pueda ser considerada como tal, ha de tener una relación de dependencia conocida o desconocida. Lo Absoluto se refiere a lo separado (ab-suelto) de toda existencia o de su posibilidad.
En teología se usa también el término "el Absoluto" para referirse al ser supremo.

## Lo Absoluto como "concepto en realidad"
El Absoluto ha de ser real; con independencia de ser o no ser conocido. De otro modo el absoluto estaría condicionado a la subjetividad de un conocimiento y sería contradictorio. Sin embargo, la propia atribuición de ser real condiciona a priori una noción; se trata por tanto de un argumento falaz en el que se está sujetando arbitrariamente lo absoluto a la noción de ser o de realidad y no ha de estar sujeto tampoco a nociones. En este sentido, en filosofía resulta impropia una definición para el absoluto; y al tratar de hacerlo realmente postulamos nuestra propia idea ante lo ignoto, por ejemplo: El ser real es un dominio en lo absoluto.

### Diversas formas de concebir lo absoluto en la realidad
- Como fundamento del ser trascendente:
  - Origen de la causalidad como causa primera
  - Exigencia de un principio de razón suficiente como necesario

Bajo estos aspectos tradicionalmente se ha referido a Dios. 
- Como concepto lógico-metafísico se concibe en formas diferentes:
  - Como sustancia. Así lo conciben los racionalistas Descartes y Spinoza
  - Como postulado de una idea trascendental en Kant
  - Como sujeto. Así lo conciben los idealistas alemanes Fichte, Schelling y muy notoriamente Hegel para el cual El Absoluto es el Geist (razón, espíritu) de la dialéctica de la Historia.
  - Como idea de lo omnicomprensivo. Así lo concibe Jaspers

## Posibilidad acerca del conocimiento de lo Absoluto
La experiencia de lo Absoluto suele manifestarse en los místicos, pero la expresión de dicho conocimiento de experiencia refleja que no es posible su referencia con los conceptos habituales. Lo Absoluto entonces deviene inexpresable como concepto y dicha experiencia no puede superar el condicionante de lo puramente subjetivo.
Algunas experiencias contemplativas y artísticas acercan a dicha experiencia de lo absoluto, pero siempre bajo el prisma de la inexpresabilidad conceptual y siempre como experiencia subjetiva. En el uroboros se simboliza ésta imposibilidad como sujeto ante la transformación del devenir (según Platón) cuyo objeto es la integración y desintegración permanente de los fenómenos. 
No obstante, el pensamiento tradicional ha considerado posible la comprensión de lo Absoluto, o al menos la posibilidad de hablar con sentido del mismo, como hemos visto en el apartado anterior. 
En la actualidad, se tiende a pensar que no es posible hablar con sentido de lo Absoluto:
- Porque como concepto lleva implícito en sí una antinomia insoluble.
- Porque al no tener ningún elemento o conexión con lo observable rompe las reglas elementales de la sintáctica del lenguaje. Lo Absoluto, entonces, es una expresión que nunca podrá ser expresada como algo determinado, sino como aquello ignoto. Sólo podremos decir: 'Lo Absoluto' es Lo Absoluto. Sólo lo determinado y por tanto condicionado puede afirmarse como No-absoluto.
- Lo que se diga acerca de lo Absoluto es simplemente resultado de la imaginación.

## Hegel
Hegel considera lo absoluto como una "realidad incondicionada que es, o bien el fundamento espiritual de todo ser, o bien el conjunto de las cosas consideradas como una unidad espiritual". Esta definición de lo absoluto se encuentra también en las obras de F. W. J. Schelling, cuyas insuficiencias percibidas inspiraron a Hegel para desarrollar su propio relato distintivo. El punto de vista de Hegel fue anticipado por Johann Gottlieb Fichte. El concepto de "lo absoluto" como "la suma de todo ser, actual y potencial" fue introducido en la filosofía moderna por Hegel.
Para Hegel, tal como lo entiende Martin Heidegger, el absoluto es "el espíritu, lo que está presente a sí mismo en la certeza del autoconocimiento incondicional". Según entiende a Hegel Frederick Copleston, "[l]o gico estudia lo absoluto 'en sí'; la filosofía de la naturaleza estudia lo absoluto 'por sí'; y la filosofía del espíritu estudia lo absoluto 'en y para sí'. "
En la filosofía británica, el autoidentificado neohegeliano F. H. Bradley distingue el concepto de absoluto de Dios, mientras que Josiah Royce, otro neohegeliano y fundador de la escuela filosófica del idealismo americano, los ha equiparado.

## El absoluto fenomenológico

### Chez Husserl
En las Lecciones para una fenomenología de la conciencia íntima del tiempo' de Husserl, el a priori del tiempo conduce a la idea de una conciencia absoluta que tiene como propia una temporalidad absolutamente independiente de la temporalidad objetiva. 

La inmanencia del Absoluto a sí mismo significa aquí que antes de toda constitución de un sentido, el sentido de toda constitución existe y permanece en sí mismo y en sí solo con la desnudez del hecho [...] Hay una vida del Absoluto que es anterior a la vida de la conciencia y constitutiva de ella

.

### Con Heidegger
Es proyectándose hacia su fin l' (Ser-hacia-la-muerte), anticipándolo, en la privación absoluta, como el Dasein tiene alguna posibilidad, de vislumbrar, la apertura primaria que hace posible toda presencia en el mundo. Este tema es constante en Heidegger quien desde sus primeros análisis de la experiencia vivida en 1919, había asignado a la filosofía la tarea de descubrir la esfera originaria, el lugar independiente de las cosas del mundo pero que sin embargo 

da a ser

, esto es lo que él cree haber descubierto, en la época de Ser y Tiempo] en los temas de Ser-versus-muerte] y Resolución.
En el sentido común, libertad se percibe como la ausencia de coacción que acompañaría 

a la conciencia de una potencia indeterminada y a la capacidad de un comienzo absoluto

. Jean-François Marquet escribe 

el Dasein (como ser-hacia-la-muerte) se experimenta, en su aislamiento, como pura existencia; como puro ser-ahí o en alemán puro Dass como la desnudez del "Dass" (del hombre) en la nada del mundo

.

## Época moderna

### Spinoza
Fundamental para la historia del concepto de absoluto es la filosofía de Baruch de Spinoza, a cuyo concepto de Dios se vinculan numerosos filósofos de la época moderna en actitud aprobatoria o de rechazo (p. ej. Friedrich Heinrich Jacobi, Moses Mendelssohn, Gotold Ephim Lessing Friedrich Heinrich Jacobi, Moses Mendelssohn, Gotthold Ephraim Lessing, Immanuel Kant, Johann Gottlieb Fichte, Friedrich Wilhelm Joseph Schelling, Georg Wilhelm Friedrich Hegel, Franz von Baader, Søren Kierkegaard).
En la primera parte de la Ética de Spinoza (De Deo), Spinoza define a Dios como la sustancia absoluta e ilimitada (ens absolute infinitum, hoc est, substantiam), que se caracteriza por un poder incondicional (absolute potentiam) y una «existencia incondicional» (absolute existit). Además, lo absoluto es «infinito»' e «indivisible» (absolute infinita est indivisibilis) y la causa primera incondicional (absolute causam primam).
De Dios todo (omnia necessario effluxisse) fluye como incondicionalmente determinado y dependiente ('omnia ex necessitate divinae naturae determinata sunt), y nada (res nulla) en la naturaleza podría llegar a ser otra cosa de lo que es.

### Kant
En su Crítica de la razón pura, Immanuel Kant define lo absoluto como lo incondicionado en el conocimiento. En la Analítica trascendental, intenta demostrar que no se puede alcanzar ningún estado incondicionado del conocimiento a través de los conceptos del entendimiento (categorías). Kant explica que la razón se esfuerza por resumir todos los actos del entendimiento «en un todo absoluto» (KrV B 383). Kant llama a esto los conceptos de la razón o ideas trascendentales. Están destinados a posibilitar «la unidad absoluta (incondicional) del sujeto pensante», «la unidad absoluta de la serie de condiciones de la apariencia» y «la unidad absoluta de las condiciones de todos los objetos del pensamiento en general» (KrV B 391). El uso «objetivo» (cf. KrV B 383) de estas tres ideas trascendentales conduce a contradicciones irresolubles. El absoluto es así un «principio regulador» para la razón teórica con el fin de «la unidad sistemática del mundo de los sentidos» (KrV B 707).
En la Crítica de la razón práctica, Kant define lo incondicionado como el fundamento determinante de la voluntad, que se da en la ley moral. Allí es una idea regulativa para aunar la moralidaditad y la felicidad, que para Kant es el «bien supremo»  (KpV, 5, 108).

### Schelling
Para Friedrich Schelling, el absoluto es el concepto central de su filosofía. En su temprana obra Vom Ich als Princip der Philosophie oder über das Unbedingte im menschlichen Wissen (1795), influida por Kant y Fichte, lo entiende como el «último fundamento real de nuestro conocimiento», que, al igual que Fichte, sitúa en el «yo absoluto» (SW V, p. 160) y lo hace idéntico a Dios. La realización del absoluto no es posible en la filosofía teórica, sino sólo en una «aproximación práctica al absoluto».
Con las Cartas filosóficas sobre el dogmatismo y la crítica y el desarrollo de la filosofía de la identidad, en la que Schelling pretende unir la filosofía de Kant y Spinoza, define lo absoluto como la «identidad absoluta» de la cognición y el ser.
El mundo está originalmente dividido con Dios, pero esto puede ser anulado por la especulación y llevado a un nivel superior.
La «intención final de la historia» es la «completa reconciliación y redisolución en lo absoluto».
En la filosofía de la identidad, el absoluto se reconoce en la «intellektuelle Anschauung».
Representa la fuente común para las dos ciencias básicas de la filosofía, la filosofía natural y la trascendental.
La filosofía trascendental tiene «subordinar lo real a lo ideal»; la filosofía natural, «explicar lo ideal a partir de lo real».
Para Schelling, el arte es la representación de «las formas de las cosas [...] tal como son en el Absoluto».
Anula la «infinita divisividad» en la «producción estética».

### Schopenhauer
En El mundo como voluntad y representación (en el apéndice a la «Crítica de la filosofía de Kant» del primer volumen) Arthur Schopenhauer critica el concepto de absoluto. Según él, la necesidad es siempre relativa, a saber, a una razón suficiente; en consecuencia, nada puede ser absolutamente necesario, necesario sin razón. El concepto sin sentido de lo absoluto surge mediante la eliminación de la razón suficiente de la relación causal, de modo que sólo queda la consecuencia necesaria resultante de la razón suficiente. Sin embargo, esto contradice el teorema de la razón suficiente, a saber, que cada cosa que es, es lo que es en virtud de una razón suficiente.

## La nada absoluta de la escuela de Kioto
En contraste con la tradición occidental del Absoluto en ontología como Ser Absoluto, el Absoluto en la filosofía de la escuela de Kioto se definía como Nada Absoluta (絶対無, zettai-mu). Las ideas formuladas por Nishida Kitarō, Tanabe Hajime, Nishitani Keiji y otros representantes de la escuela Kyōto dieron lugar posteriormente a un enfoque religioso-filosófico del budismo cristiano; el Diálogo cristiano-budista, se basa en el topoi budista de la vacuidad o no sustancialidad de todo ser (Shunyata) y del noyo. (Anatta) por un lado y por otro misticismo cristiano (como en Meister Eckhart) y la tradición de la teología negativa.